# Ma'mul
Il Maʿmūl (in arabo معمول‎?, anche chiamato ma'amoul, m'aamoul, m'amul, m'aamul) è un dolce tradizionale della cucina araba composto da pasta frolla farcita di datteri, fichi o frutta secca (pistacchi, noci o mandorle) e cotto in forno. Possono essere a forma di palle, biscotti a cupola o appiattiti.
Possono essere decorati a mano o tramite appositi stampi intagliati in legno. I maʿmūl riempiti di datteri sono anche conosciuti come menenas e sono a volte realizzati in forma di dattero.
I maʿmūl sono spesso realizzati qualche giorno prima della festa dell'ʿĪd al-fiṭr che sancisce la fine del digiuno del mese lunare di Ramadan e serviti con caffè e cioccolato. Sono popolari in tutto il mondo arabo, soprattutto nel Levante.
I maʿmūl derivano dal kahk, una specie di biscotto mangiato in Egitto per la ʿĪd al-fiṭr e a Pasqua. Il Kahk era mangiato in Egitto fin dalla XVIII dinastia, 3500 anni fa, e sono parte della festa della ʿĪd fin dal X secolo d.C.

## Etimologia
La parola araba maʿmūl (in arabo معمول‎?) deriva dal verbo arabo <ʿamala>, che significa “fare”.

## Diffusione
Molte famiglie ne tengono in casa tutto l'anno ma sono mangiati solitamente durante alcune feste religiose.
- I musulmani li mangiano nelle notti di Ramadan e nelle feste dell'ʿĪd al-fiṭr e ʿĪd al-aḍḥa,
- i cristiani cattolici e gli ortodossi li mangiano nei giorni che precedono la Quaresima, la domenica di Pasqua e all'Epifania. Nella tradizione cristiana dell'area mediterranea i biscotti sono contrassegnati con una croce o modellati in anelli a ricordo della corona di spine di Gesù;
- sono popolari anche tra gli ebrei siriani, ebrei libanesi e ebrei egiziani, che mangiano maʿmūl riempiti di frutta secca durante la festa di Purim e maʿmūl ripieni di datteri per Rosh Hashanah e Hanukkah. I maʿmūl nella versione ebraica Mizrahì differiscono da quelli levantini o turchi per essere fatti solo con farina bianca e non semola.

## Karabiǧ
Ne esiste una versione più elaborata chiamata Karabiǧ (o Kerebiç in Turchia) che viene mangiata in particolari occasioni. Questa versione prevede che piccole sfere di maʿmūl ripiene di frutta secca siano impilate in piramidi e serviti con una crema di albumi chiamata naʿātife, sciroppo di zucchero e saponaria. Questa versione è popolare in Siria, Libano e altri paesi del Levante.